# Autoportret Tadeusza Dobrowolskiego
Autoportret Tadeusza Dobrowolskiego – obraz polskiego historyka sztuki i malarza Tadeusza Dobrowolskiego namalowany temperą na papierze w 1940 roku.
Obraz przedstawiający artystę w garniturze z lufką i papierosem, namalowany w 1940, znajduje się w kolekcji Muzeum Śląskiego w Katowicach, nr inwentarzowy MŚK/H/222. Dzieło o wymiarach 58 x 43 cm, namalowane temperą na papierze jest sygnowane w prawym dolnym rogu: Dobrowolski 940. Autoportret powstał w Krakowie. Zgodnie z oznaczeniem katalogu muzealnego znajduje się w domenie publicznej. Muzeum posiada drugi autoportret malarza z 1920 roku.